# 박상준 (탁구 선수)
박상준은 (1974년~)대한민국의 탁구선수였다. 1999년 네들란드 에인트호벤 세계선수권대회에서 복식 동메달을 획득하였다.